# Околоноля
«Околоноля» — роман российского автора, опубликованный в 2009 году под псевдонимом Натан Дубовицкий в специальном приложении к журналу «Русский пионер».

## Авторство
По словам главного редактора журнала Андрея Колесникова, автором является один из колумнистов журнала «Русский пионер». В ряде российских и зарубежных СМИ высказывались предположения, что роман написан первым заместителем руководителя администрации президента Владиславом Сурковым. Сам Сурков не подтверждал этой версии. В ноябре 2009 года в интервью «Литературной газете» Виктор Ерофеев заявил, что Сурков подтвердил в личной беседе с ним своё авторство. В январе 2011 года по роману был поставлен спектакль в театре Олега Табакова, на премьере которого присутствовал лично Владислав Сурков. 21 мая в 2012 года в интернет-шоу Minaev Live Василий Якеменко, тесно общающийся с Сурковым, упомянул, что автором wiki-романа Натана Дубовицкого «Машинка и Велик, или упрощение Дублина», опубликованного на сайте журнала «Русский пионер», является Сурков, подтвердив тот факт, что Натан Дубовицкий — это псевдоним Суркова. Жену Суркова зовут Наталия Дубовицкая, ср. с псевдонимом автора романа. Ник Натальи Дубовицкой в Инстаграм — natan_d.
20 октября 2011 года заместитель председателя Совета Федерации Александр Торшин заявил об авторстве Суркова в Twitter, сообщив, что «книга местами автобиографична».

## Сюжет
Главный герой романа Егор Самоходов, в советское время работавший в государственном издательстве, в начале 1990-х годов становится членом полукриминальной организации, действующей в сфере книжного бизнеса. Помимо легальной книгоиздательской деятельности группировка занималась незаконным книгопроизводством, продажей незарегистрированных тиражей книг, нарушением авторских прав, силовым контролем над типографиями и магазинами. Уже до начала реформ инициатор создания группировки, предчувствуя изменения в стране, предложил перевести оборудование в кооперативы для издания дефицитных книг, чтобы накопить капитал и с началом приватизации выкупить эти активы: «Не знаю, хорошая это новость, или плохая — но коммунизма не будет… Одичавшие на воле лакеи смешны и кровожадны. Будут жить подло, убивать подло и подло умирать, и делить, делить. Я намерен поучаствовать в этом малоприятном мероприятии. Важно прибрать как можно больше денег, а главное, приносящих деньги штуковин. Ну, до нефти и водки нам не дотянуться, просто плохо знаем предмет, хотя это лучшее, что есть в экономике. Так что будем пробавляться тем, что пожиже, зато поближе». Егор Самоходов в составе группы отвечал за направление по написанию под заказ литературных текстов для богатых людей и политиков. В ходе борьбы с конкурентами Самоходов неоднократно совершает различные преступления.
В 2000-х годах Самоходов встречает Плаксу — женщину, к которой он почувствовал сильную эмоциональную привязанность. Некоторое время они были любовниками, однако позднее Плакса ушла от него. Плакса мечтала стать актрисой, однако ей лишь изредка удавалось сыграть эпизодические роли в неудачных картинах. После расставания Самоходов долгое время ничего не слышал о Плаксе. Неожиданно для Самоходова она вышла на него в интернете, и они начали регулярно беседовать (не встречаясь лично). Однажды Плакса сказала, что сыграла роль в новом фильме авангардного режиссёра, и пригласила его на закрытый просмотр. На просмотре, где было около ста человек из «высших слоёв» общества, самой Плаксы Самоходов не встретил. В фильме студии «Kafkas Pictures» и режиссёра Альберта Мамаева героиню Плаксы после откровенной сцены секса жестоко убивают, а её убийца затем заживо сгорает. После сеанса Плакса перестала выходить на связь в интернете. Анализируя фильм, Самоходов предполагает, что Плакса была действительно изнасилована и убита, и это было заснято на плёнку.
Пользуясь связями в ФСБ, Самоходов узнаёт, что студия «Kafkas pictures» снимает фильмы, где людей убивают в реальности. Часть актёров является смертельно больными добровольцами, однако часть завлекается силой и обманом. На закрытых показах для узкого круга лишь малая часть зрителей знает, что сцены насилия и убийств реальны; организаторы показов получают от этого извращённое удовлетворение. Самоходов отправляется на юг России в поисках студии и Плаксы. Он попадает в плен к режиссёру Мамаеву, который над ним издевается и пытает (в частности, отрезает ухо и почти все пальцы), обещая включить сцены пыток в новый фильм для просмотра в закрытых клубах. Самоходов готовится отомстить Мамаеву. В финале романа (либо в действительности, либо в своих снах и фантазиях) он убивает Мамаева.

## Отзывы
13 августа 2009 года газета «Ведомости» заявила, что автором произведения может быть Владислав Сурков, ссылаясь на анонимного сотрудника медиагруппы «Живи» (которая издала роман). Газета подчеркнула сходство псевдонима Натан Дубовицкий с именем супруги Суркова — Натальи Дубовицкой. Кроме того, «Ведомости» отмечали, что Сурков ранее писал искусствоведческие эссе в «Русском пионере», а в июне журнал провёл чтения, где Сурков рассказывал о неоконченных романах. Газета сделала акцент на политической составляющей романа: «в нём упоминается о тотальной коррупции в парламенте, силовых структурах и СМИ». Политолог Алексей Макаркин сказал, что «роман будет восприниматься как идейно-политический месседж». 14 августа британская газета «The Independent» вышла со статьёй, где излагалась сходная версия. В тот же день на сайте «Русского пионера» появилось сообщение, в котором, в частности, говорилось: «Ведущие российские и иностранные СМИ строят невероятные конспирологические теории по поводу самого произведения и его автора. Но ни у кого не нашлось доказательств того, что „Околоноля“ написал первый замруководителя администрации президента Владислав Сурков. Впрочем, как и наоборот».
В октябрьском номере журнала «Русский пионер» сам Сурков написал подробную рецензию, где крайне критически отзывался о произведении и с иронией комментировал версию о его авторстве. Так, Сурков отмечал: «Автору явно нечего сказать. Вот он и паясничает. Под пересказами, перепевами и переплётами — абсолютная пустота. Книга словно написана на оберточной бумаге, в которую упакован холодный полый ноль. Надутый неопознанным Натаном до размеров крупнейшей в этом году литературной мистификации. Романа — нет. Есть квазироман, кукла, чучело. Фикция». На сайте «Русского пионера» рецензия Суркова появилась 30 сентября. Однако в тот же день Сурков вместе с режиссёром Никитой Михалковым выступил на очередных литературных чтениях журнала, где дал совершенно другую оценку романа. Как сказал Сурков, свою рецензию он писал в конце августа, а теперь изменил мнение: «это прекрасный роман», «я лучше ничего не читал». Михалков также очень высоко оценил «Околоноля», сравнив его с «Мастером и Маргаритой».

## Театральная постановка
В октябре 2009 года режиссёр Кирилл Серебренников заявил, что намерен сделать театральную постановку романа. Продюсером постановки выступил Олег Табаков, который назвал произведение «талантливым» и отметил, что знает имя настоящего автора.
Премьера спектакля прошла 15 января 2011 года на сцене Московского театра-студии под руководством Олега Табакова. Главные роли в нём исполнили:
- Анатолий Белый — Егор
- Паулина Андреева — Плакса
- Владимир Качан — Чиф
- Игнатий Акрачков — Мамаев

В июне 2015 года Тверская районная прокуратура Москвы и Басманная районная прокуратура Москвы направили в московские театры МХТ имени Чехова, Современник, Гоголь-центр, Сатирикон, Театр Романа Виктюка и Центр имени Мейерхольда запросы: не входят ли в их репертуар спектакли, в числе которых был упомянут «Околоноля», и если эти спектакли имеются в репертуаре, то ответить на вопросы:
- заняты ли в постановке несовершеннолетние дети (их количество, пол, гражданство),
- проходило ли содержание постановки спектакля какое-либо предварительное рецензирование (критику, искусствоведческое исследование) в органах исполнительной власти перед выходом на сцену для массового показа, приложить соответствующие разрешительные документы;
- кто именно из должностных лиц отвечает за согласование спектаклей перед выходом на сцену для массового показа;
- имеются ли в вышеуказанных спектаклях сцены нецензурной брани, пропаганды аморального поведения.

Данные письма вызвали большой резонанс в СМИ.

### Рецензии
- Решетников К. Блеск и нищета чернокнижия // Известия, 29 июля 2009
- Наринская А. Роман перевоспитания // Коммерсантъ, № 150 (4205), 18 августа 2009
- Проханов А. Владислав Сурков: он или не он? // Завтра, № 34 (822), 19 августа 2009
- Ерофеев В. Власть презрения // Новая газета, 19 октября 2009
- Быков Д. Кто вы, мистер Дубовицкий? // Новая газета, 19 августа 2009